# Notophyllia piscacauda
Notophyllia piscacauda är en korallart som beskrevs av Stephen D. Cairns 1998. Notophyllia piscacauda ingår i släktet Notophyllia och familjen Dendrophylliidae.
Artens utbredningsområde är Indiska oceanen. Inga underarter finns listade i Catalogue of Life.